# Lijst van grootste pokertoernooien in de geschiedenis op basis van prijzenpot
Het grootste pokertoernooi de laatste jaren is steeds het Main Event van de World Series of Poker. Van 1970 tot 2007 bleef de prijzenpot groeien (met uitzondering van 1992), na 2007 kwam er een daling door een nieuwe wetgeving omtrent internetpoker in de Verenigde Staten die ervoor zorgde dat er minder spelers online hun plaats konden winnen in het toernooi. Rond 2017 begon het aantal deelnemers weer te stijgen. Dit zorgde ervoor dat er tijdens de World Series of Poker 2023 een nieuw record van 10.043 deelnemers was voor het Main Event met een recordbedrag van $12.100.000,- als hoofdprijs.
Het Main Event van 1983 was het eerste toernooi dat een prijzenpoel had van meer dan 1 miljoen dollar en in 2004 was er voor het eerst een prijzenpoel boven de 10 miljoen dollar.
| Event                                                         | Prijzenpot (US$) | Winnaar                             | 1ste plaats    | Ref.                                                                          |
| ------------------------------------------------------------- | ---------------- | ----------------------------------- | -------------- | ----------------------------------------------------------------------------- |
| 2023 WSOP Main Event                                          | $ 93.399.900     | Daniel Weinman                      | $ 12.100.000   | [ 1 ]                                                                         |
| 2006 WSOP Main Event                                          | $ 82.512.162     | Jamie Gold                          | $ 12.000.000   | [ 2 ]                                                                         |
| 2022 WSOP Main Event                                          | $ 80.782.475     | Espen Jørstad                       | $ 10.000.000   | [ 3 ]                                                                         |
| 2019 WSOP Main Event                                          | $ 80.548.600     | Hossein Ensan                       | $ 10.000.000   | [ 4 ]                                                                         |
| 2018 WSOP Main Event                                          | $ 74.015.600     | John Cynn                           | $ 8.800.000    | [ 5 ]                                                                         |
| 2010 WSOP Main Event                                          | $ 68.799.059     | Jonathan Duhamel                    | $ 8.944.310    | [ 6 ]                                                                         |
| 2017 WSOP Main Event                                          | $ 67.877.400     | Scott Blumstein                     | $ 8.150.000    | [ 7 ]                                                                         |
| 2019 Triton Super High Roller Series - Triton Million         | $ 65.742.217     | Aaron Zang                          | $ 16.775.820   | [ 8 ]                                                                         |
| 2011 WSOP Main Event                                          | $ 64.531.000     | Pius Heinz                          | $ 8.711.956    | [ 9 ]                                                                         |
| 2008 WSOP Main Event                                          | $ 64.333.600     | Peter Eastgate                      | $ 9.152.416    | [ 10 ]                                                                        |
| 2016 WSOP Main Event                                          | $ 63.340.268     | Qui Nguyen                          | $ 8.005.310    | [ 11 ]                                                                        |
| 2014 WSOP Main Event                                          | $ 62.820.200     | Martin Jacobson                     | $ 10.000.000   | [ 12 ]                                                                        |
| 2012 WSOP Main Event                                          | $ 62.021.200     | Greg Merson                         | $ 8.527.982    | [ 13 ]                                                                        |
| 2021 WSOP Main Event                                          | $ 62.011.250     | Koray Aldemir                       | $ 8.000.000    | [ 14 ]                                                                        |
| 2009 WSOP Main Event                                          | $ 61.043.600     | Joseph Cada                         | $ 8.547.042    | [ 15 ]                                                                        |
| 2015 WSOP Main Event                                          | $ 60.348.000     | Joseph McKeehen                     | $ 7.680.021    | [ 16 ]                                                                        |
| 2007 WSOP Main Event                                          | $ 59.784.954     | Jerry Yang                          | $ 8.250.000    | [ 17 ]                                                                        |
| 2013 WSOP Main Event                                          | $ 59.714.169     | Ryan Riess                          | $ 8.361.570    | [ 18 ]                                                                        |
| 2005 WSOP Main Event                                          | $ 52.818.610     | Joe Hachem                          | $ 7.500.000    | [ 19 ]                                                                        |
| 2012 WSOP Event 55 – The Big One for One Drop                 | $ 42.666.672     | Antonio Esfandiari                  | $ 18.346.673   | [ 20 ]                                                                        |
| 2014 WSOP Event 57 – The Big One for One Drop                 | $ 37.333.338     | Daniel Colman                       | $ 15.306.668   | [ 21 ]                                                                        |
| 2016 Monte-Carlo One Drop Extravaganza                        | $ 27.437.564     | Elton Tsang                         | $ 12.248.912   | [ 22 ]                                                                        |
| 2018 WSOP Event 78 – The Big One for One Drop                 | $ 24.840.000     | Justin Bonomo                       | $ 10.000.000   | [ 23 ]                                                                        |
| 2004 WSOP Main Event                                          | $ 24.224.400     | Greg Raymer                         | $ 5.000.000    | [ 24 ]                                                                        |
| 2012 Macau High Stakes Challenge Super High Roller            | $ 23.511.128     | Stanley Choi                        | $ 6.465.560    | [ 25 ]                                                                        |
| 2015 Super High Roller Bowl                                   | $ 21.500.000     | Brian Rast                          | $ 7.525.000    | [ 26 ]                                                                        |
| 2016 WSOP Event 67 – High Roller for One Drop                 | $ 19.316.565     | Fedor Holz                          | $ 4.981.775    | [ 27 ]                                                                        |
| Super High Roller Bowl China                                  | $ 18.542.370     | Justin Bonomo                       | $ 4.821.516    | [ 28 ]                                                                        |
| 2013 WSOP Event 47 – One Drop High Roller                     | $ 17.891.148     | Anthony Gregg                       | $ 4.830.619    | [ 29 ]                                                                        |
| 2007 WPT Championship                                         | $ 15.495.750     | Carlos Mortensen                    | $ 3.970.415    | [ 30 ]                                                                        |
| 2013 GuangDong Ltd Asia Millions Main Event                   | $ 15.376.897     | Niklas Heinecker                    | $ 4.456.885    | [ 31 ]                                                                        |
| 2011 Pokerstars Caribbean Adventure                           | $ 15.132.000     | Galen Hall                          | $ 2.300.000    | [ 32 ]                                                                        |
| 2010 Pokerstars Caribbean Adventure                           | $ 14.831.300     | Harrison Gimbel                     | $ 2.200.000    | [ 33 ]                                                                        |
| 2006 WPT Championship                                         | $ 14.671.250     | Joe Bartholdi. Jr.                  | $ 3.760.165    | [ 34 ]                                                                        |
| 2015 WSOP Event 58 – High Roller for One Drop                 | $ 14.249.925     | Jonathan Duhamel                    | $ 3.989.985    | [ 35 ]                                                                        |
| 2008 EPT Grand Final                                          | $ 13.323.417     | Glen Chorny                         | $ 3.196.354    | [ 36 ]                                                                        |
| 2008 WPT Championship                                         | $ 13.216.250     | David Chiu                          | $ 3.389.140    | [ 37 ]                                                                        |
| 2009 EPT Pokerstars Caribbean Adventure                       | $ 12.674.000     | Poorya Nazari                       | $ 3.000.000    | [ 38 ]                                                                        |
| 2011 PokerStars 10th Anniversary Celebration - Sunday Million | $ 12.423.200     | Kyle Weir ('First-Eagle')           | $ 1.146.574,65 | online                                                                        |
| 2009 EPT Grand Final                                          | $ 12.293.896     | Pieter de Korver                    | $ 3.024.167    | [ 40 ]                                                                        |
| 2010 World Championship of Online Poker                       | $ 12.215.000     | Tyson Marks ('POTTERPOKER')         | $ 2.278.097,50 | online                                                                        |
| Seminole Hard Rock 2013 Poker Open Championship Event         | $ 11.920.000     | Blair Hinkle                        | $ 1.745.245    | [ 42 ]                                                                        |
| 2011 PokerStars 5th Anniversary Sunday Million                | $ 11.825.600     | Luke Vrabel ('Bdbeatslayer')        | $ 671.093,81   | online, een Lamborghini Gallardo LP560-4 werd aan de eerste plaats toegevoegd |
| 2010 EPT Grand Final                                          | $ 11.289.206     | Nicolas Chouity                     | $ 2.263.166    | [ 44 ]                                                                        |
| 2008 World Championship of Online Poker                       | $ 10.925.000     | Carter King ('ckingusc')            | $ 1.265.432    | online                                                                        |
| 2009 World Championship of Online Poker                       | $ 10.720.000     | Yevgeniy Timoshenko ('Jovial Gent') | $ 1.715.200    | online                                                                        |
| 2012 Pokerstars Caribbean Adventure                           | $ 10.398.400     | John Dibella                        | $ 1.775.000    | [ 47 ]                                                                        |
| 2011 EPT Grand Final                                          | $ 10.181.818     | Iván Freitez-Rosales                | $ 2.226.345    | [ 48 ]                                                                        |